# Montérégie
Montérégie és una regió administrativa de la província canadenca del Quebec, situada a la riba sud del riu Sant Llorenç, enfront de la ciutat de Mont-real i a la frontera amb els Estats Units d'Amèrica. La regió està dividida en 14 municipalitats regionals de comtat (MRC) i 176 municipis.

## Demografia
- Població: 1 371 731 (2005)
- Superfície: 11 111 km²
- Densitat: 123,5 hab./km²
- Taxa de natalitat: 10,0‰ (2005)
- Taxa de mortalitat: 6,4‰ (2005)

Font: Institut de la statistique du Québec Arxivat 2011-02-16 a Wayback Machine.

## Organització territorial

### Municipalitats regionals de comtat
- Acton
- Beauharnois-Salaberry
- Brome-Missisquoi
- La Haute-Yamaska
- Lajemmerais
- La Vallée-du-Richelieu
- Le Bas-Richelieu
- Le Haut-Richelieu
- Le Haut-Saint-Laurent
- Les Jardins-de-Napierville
- Les Maskoutains
- Roussillon
- Rouville
- Vaudreuil-Soulanges
- Vaudreuil-Dorion

### Territoris equivalents
- Ciutat de Longueuil
- Reserva índia d'Akwesasne
- Reserva índia de Kahnawake